# Aarão Ferreira de Lacerda
Aarão Ferreira de Lacerda (Vila Nova de Paiva, 1863  - Porto, 1921) foi um zoólogo, médico e professor universitário português.

## Biografia
Nasceu a 3 de Outubro de 1863, em S. Sebastião do Touro, concelho de Vila Nova de Paiva, Portugal.
Frequentou a Universidade de Coimbra tendo, em 1886, obtido aprovação na sua "Theses de Phiolosophia Natural" e, ainda nesse mesmo ano, na sua dissertação inaugural "Equações Geraes da Thermodynamica".
Em 1887 vai lecionar para a Academia Politécnica do Porto onde desempenha a função de lente-substituto da Secção de Filosofia e em 1890, por decreto, ascende ao cargo de lente proprietário da 11.ª Cadeira de Zoologia.
Frequentou a Escola Médico-Cirúrgica do Porto e em 1905 defende, nesta escola, a dissertação inaugural "Breves considerações acerca d'alguns casos de paralysia geral"[ligação inativa], sob a orientação de Maximiano Lemos.
Em 1911 desempenha as funções de docente na Faculdade de Ciências da Universidade do Porto.
Casou com Josefina Cândida Moreira e do casamento teve um filho de nome Aarão de Lacerda.
Morreu na cidade do Porto a 16 de Janeiro de 1921.